# ハナ肇
ハナ 肇（ハナ はじめ、本名：野々山 定夫（ののやま さだお）、1930年〈昭和5年〉2月9日 - 1993年〈平成5年〉9月10日）は、日本のドラマー、コメディアン、俳優。コミックバンド「ハナ肇とクレージーキャッツ」のリーダーであり、同バンドのドラマーでもある。
東京府北豊島郡（現在の東京都豊島区）長崎町生まれ。工学院土木科（後の工学院大学専門学校）を中退した。1990年10月13日、特選校友として学長より証書を授与され卒業を認められる。
妻は、結婚当時日活のスター女優だった島村葉子。かつて阪神タイガース、埼玉西武ライオンズに在籍した元プロ野球選手の桟原将司は又甥に当たる（ハナの兄が桟原の祖父という関係である）。

## 人物

### 幼少・青春期
長崎町要町東三丁目で水道局鉛管工の野々山錠太郎とツエの息子として生まれる。父の錠太郎は愛知県知多郡武豊町出身で、父母ともに再婚同士であった。
長崎第二国民学校（現在の豊島区立要小学校）卒業後、家業を継ぐため旧制中学校の工学院土木科に通ったが1945年に戦災で学校が焼失した。このころ母の実家がある秋田県横手市に米を担ぎに行ったが、帰郷後に急性肺炎となって1945年12月から1946年2月頃まで入院生活を送る。
退院後、1946年から刀根勝美楽団でドラムを担当し、松井八郎に目をかけられる。
後の盟友・植木等はこの頃にハナ肇と知り合っていたことを、晩年に出演した『スーダラ伝説 植木等 夢を食べ続けた男』（NHKハイビジョン 2005年11月1日放送）のインタビューで明かしている。

### クレージーキャッツ結成

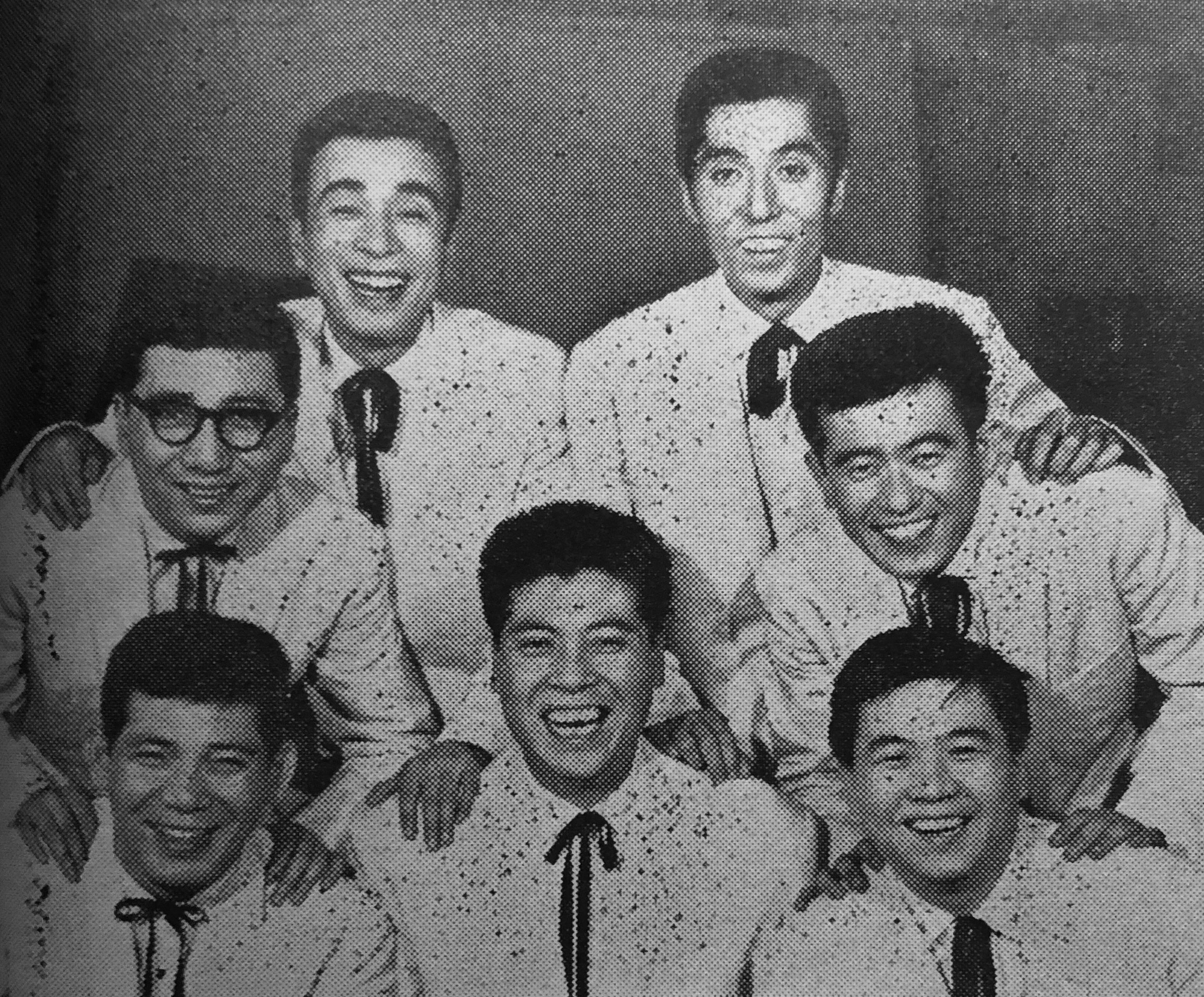
ハナ肇とクレージーキャッツ

市村俊幸のバンド、南里文雄のバンド、萩原哲晶の「デューク・オクテット」、フランキー堺とシティ・スリッカーズのバンドボーイ、「浜口庫之助とアフロキューバノ」のジュニアバンドを経て、1955年に、自らがリーダーでありクレージーキャッツの前身である、「ハナ肇とキューバン・キャッツ」を結成した。後に、植木等、谷啓らが加わり、1957年に「ハナ肇とクレージーキャッツ」となった。芸名は、姓は興奮すると鼻の穴が大きく開くクセから、名はハナが敬愛したジャズピアニスト・和田肇（俳優・和田浩治の実父、歌手・淡谷のり子の元夫）に由来する。

### コメディアンへ
日本テレビ系『シャボン玉ホリデー』等のテレビのバラエティ番組や映画に数多く出演し、日本テレビ系『巨泉・前武ゲバゲバ90分!』でハナがヒッピー姿で叫んだ「アッと驚く為五郎」は流行語にもなった。後年はフジテレビ系の正月番組『新春かくし芸大会』の名物であった銅像コントの銅像役としても知られた。志村けん以外のザ・ドリフターズの各メンバーの名づけ親でもある。
悪くいえば、非常にワンマン型のリーダーであったが、強力なリーダーシップを発揮したことで知られている。クレージーのみならず渡辺プロダクショングループ全体の大番頭的存在となり、創業者の渡辺晋・美佐夫妻もハナには全幅の信頼を寄せ、ハナも生涯渡辺夫妻を裏切ることなく尽くした。ただし渡辺プロダクション黎明期には、給料の前借りを繰り返すハナに美佐が手を焼いたこともあった。
植木等が人気絶頂のころは地方公演で「植木等とクレージーキャット」と誤記されることもあり、リーダーとして内心穏やかでなかったと伝えられるが、そんな扱いにも耐え（もっとも植木が人気に胡坐をかいて増長するような性格では無かったこともあるが）、グループのまとめ役としての役割を全うした。

### 俳優業
俳優としては無骨で不器用なイメージがあるが、企画や才能への嗅覚は非常に鋭く、そのためもあって出演映画歴には初期の川島雄三、市川崑から晩年の市川準まで異才の傾向がある大物監督の名が並ぶ。特に松竹の若手監督だった山田洋次の才能をいち早く見抜き、『男はつらいよ』シリーズ開始以前、『馬鹿』シリーズなどで不動のコンビを組んでいた。ただし、山田はハナがライバル視していた渥美清とのコンビへとパートナーチェンジし、ハナは山田の師匠筋にあたる野村芳太郎監督（それ以前は渥美主演作を多く撮っていた）で何本かに主演したものの、まもなく松竹映画の主役スターの座から脇役専門へとシフトしていく。
山田の『なつかしい風来坊』、市川準の『会社物語 MEMORIES OF YOU』の2作品でブルーリボン主演男優賞などの賞を獲得している。作家の小林信彦は、ジャズ喫茶時代からクレージーキャッツを雑誌で取り上げ、面識ができてからは映画のブレーンもつとめた関係だが、ハナが批判的な文章をしっかりチェックしていて、初対面でいきなり詰問してきたエピソードを著書『日本の喜劇人』に記している。その後も、新作主演の後で顔を合わせると感想を迫り、言葉を選んで褒めると嬉しそうにしていたという。猪突猛進気味だが勉強熱心で要所では社会人としての礼儀はわきまえ、没後は「迷惑だが懐かしい人柄であった」と振り返っている。

### 晩年
晩年には「ハナが渡辺プロの社長になるのではないか」との噂もあったが、これは実現しなかった。
1985年にバンド「ハナ肇&オーバー・ザ・レインボー」を結成し、死去の1か月前まで活動していた（ドラム：ハナ、トロンボーン：谷啓、ピアノ：宮川泰、トランペット：中川善弘、ベース：江藤勲、テナーサックス：稲垣次郎）。晩年のハナはドラムの修練に意を注いでいたと伝えられ、安田伸はハナの通夜の席で「ハナは技量という点では、晩年になって真のドラマーになった」という主旨の発言をした。
1991年4月29日、紫綬褒章を受章した。
1993年2月、肝細胞癌に侵されている事が判明し、肝臓の1/3におよぶ摘出手術を受ける。その後順調に回復して退院するが、8月13日、自宅で吐血し食道静脈瘤破裂の診断を受け入院した。9月8日夜から容態が急変し、9月10日午前7時3分、肝不全と肺炎により、家族、谷啓夫妻、犬塚弘らクレージーのメンバーに見守られ、東京都三鷹市の杏林大学医学部付属病院で死去した。63歳没。最後までハナは自分が癌だということを知らされなかった。最後の入院の際は、日中には家族が付き添い、夜になると弟子であるなべおさみや元ザ・ピーナッツの2人が交代で看病し、そのたびに笑顔で「いつも済まないねえ」「おとっつぁん、それは言わない約束でしょ」と『シャボン玉ホリデー』のコントのセリフを繰り返していたという。葬儀・告別式は東京都新宿区南元町の千日谷会堂で営まれ、弔辞は森繁久彌と植木等が読んだ。弔辞の最後を森繁は「あばよ!」、植木は「ハナ…さよなら…」でそれぞれ締めた。通夜の際に、植木がグループの解散を宣言した。この発言は翌日には撤回され谷啓も否定し、名目上は2023年10月の犬塚の死去にともないメンバー全員が死去するまでクレージーは存続していたが、実態としてクレージーとしてのメンバーの活動はハナの死と共に幕を降ろす形となった。墓所は板橋区総泉寺。
死去する数か月前まで、1994年に放映されたフジテレビのドラマ『夏子の酒』の収録に参加しており、1993年7月27日（火曜日）には『徹子の部屋』の収録に臨んでいる（ハナの没後、1993年9月13日に追悼番組として放送）。『夏子の酒』は収録途中で亡くなったことから、ハナの代役に山谷初男が立てられ全面的に撮り直された。なお、収録された映像の一部は総集編やハナの追悼特別番組などで紹介されており、ハナにとってはこの映像が事実上の遺作となった。

## ギャグ
- 「真面目にやれ!」（クレージーの面々に向かって言うギャグ）
- 「アッと驚く為五郎」
- 「あんたかてアホやろ、うちかてアホや。ほな、サイナラ」

## 逸話・エピソード
- 米国マッキントッシュ・ラボの製品を長年愛用しており、芳醇で耽美な柔らかいサウンドを好んでいた。

## 出演作品

### 映画

#### 主演作品

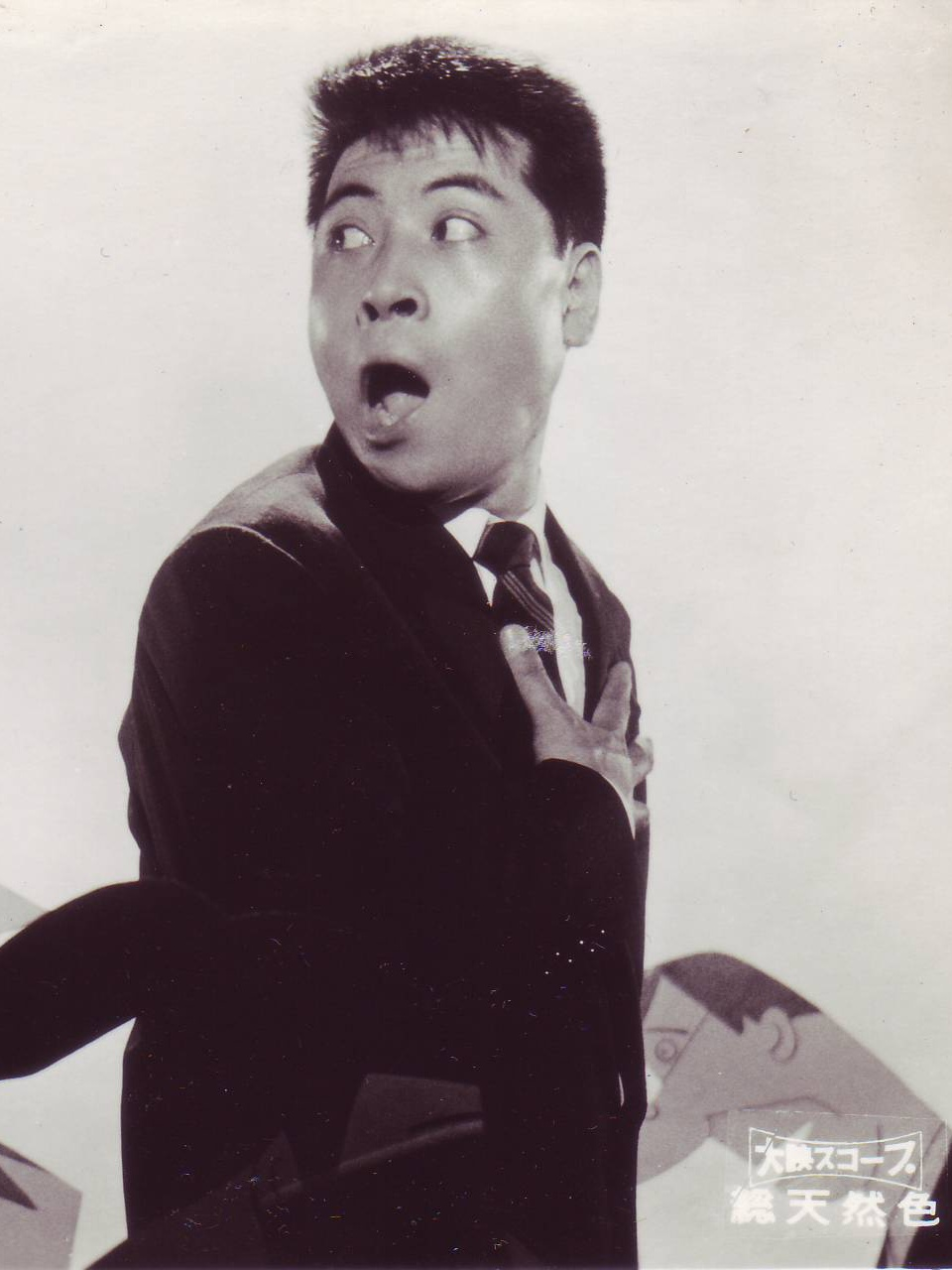
『足にさわった女』（1960年）

『なつかしい風来坊』（1966年）

- 足にさわった女（1960年8月24日／大映） - 北八平太
- イチかバチか（1963年6月16日／東宝） - 太田原泰平
- 馬鹿まるだし（1964年1月15日／松竹） - 安五郎
- いいかげん馬鹿（1964年4月29日／松竹） - 海野安吉
- 馬鹿が戦車でやって来る（1964年12月26日／松竹） - 三郎
- おれについてこい!（1965年6月20日／東宝） - 大松博文
- 運が良けりゃ（1966年3月19日／松竹） - 熊五郎
- なつかしい風来坊（1966年11月12日／松竹） - 伴源五郎
- 喜劇 一発勝負（1967年8月5日／松竹） - 二宮孝吉
- ハナ肇の一発大冒険（1968年1月3日／松竹） - 間貫一
- 喜劇 一発大必勝（1969年3月15日／松竹） - 団寅造
- アッと驚く為五郎（1970年2月27日／松竹） - 大岩為五郎
- やるぞみておれ為五郎（1971年1月14日／松竹） - 坂東為五郎
- 花も実もある為五郎（1971年4月28日／松竹） - 坂東為五郎
- なにがなんでも為五郎（1970年8月26日／松竹） - 坂東為五郎
- 生まれかわった為五郎（1972年1月21日／松竹） - 坂東為五郎
- 喜劇 社長さん（1972年6月10日／松竹）
- ぼくの熊おじさん（1984年／東映） - 熊さん
- 会社物語 MEMORIES OF YOU（1988年11月26日／松竹） - 花岡始

#### 東宝クレージー映画
- ニッポン無責任時代（1962年7月29日／東宝） - 氏家勇作
- ニッポン無責任野郎（1962年12月23日／東宝） - 長谷川武
- クレージー作戦 先手必勝（1963年3月24日／東宝） - 花木ハジメ
- 日本一の色男（1963年7月13日／東宝） - 権田原裕福
- クレージー作戦 くたばれ!無責任（1963年10月26日／東宝） - 大沢丑松
- 香港クレージー作戦（1963年12月22日／東宝） - 花岡八太郎
- 無責任遊侠伝（1964年7月11日／東宝） - 花木常務
- ホラ吹き太閤記（1964年10月31日／東宝） - 織田信長
- 花のお江戸の無責任（1964年12月20日／東宝） - 播隋院長兵衛
- 大冒険（1965年10月31日／東宝） - 花井部長刑事
- 無責任清水港（1966年1月3日／東宝） - 清水次郎長
- クレージーだよ奇想天外（1966年5月28日／東宝） - 磯村平吉
- クレージー大作戦（1966年10月29日／東宝） - 加古井守
- クレージーだよ天下無敵（1967年1月14日／東宝） - 町医者
- クレージー黄金作戦（1967年4月29日／東宝） - 板垣重金
- クレージーの怪盗ジバコ（1967年10月28日／東宝） - 明智少伍郎警部補
- クレージーメキシコ大作戦（1968年4月27日／東宝） - 清水忠治
- 日本一の裏切り男（1968年11月2日／東宝） - 大和武
- クレージーのぶちゃむくれ大発見（1969年1月1日／東宝） - 花川戸大五郎
- クレージーの大爆発（1969年4月27日／東宝） - 立花五郎
- 日本一の断絶男（1969年11月1日／東宝） - 北斗組親分・土井
- クレージーの殴り込み清水港（1970年1月15日／東宝） - 清水次郎長
- 日本一のヤクザ男（1970年6月13日／東宝） - 花山才太郎
- だまされて貰います（1971年4月29日／東宝） - 竹田

#### その他
- 竜巻小僧（1960年11月1日／日活）
- ああ女難（1960年12月6日／東宝）
- 腰抜け女兵騒動（1961年1月26日／東宝）
- 銭形平次捕物控 夜のえんま帖（1961年3月15日／大映）
- 黒い十人の女（1961年5月3日／大映）
- 銀座のぼんぼん（1961年9月15日／大映）
- スーダラ節 わかっちゃいるけどやめられねえ（1962年3月25日／大映）
- クレージーの花嫁と七人の仲間（1962年4月15日／松竹）
- サラリーマンどんと節 気楽な稼業と来たもんだ（1962年5月12日／大映）
- 私と私（1962年8月11日／東宝） - 荒木社長
- かあちゃん結婚しろよ（1962年9月1日／松竹）
- 若い季節（1962年10月20日／東宝） - 波奈
- 九ちゃんの大当たりさかさま仁義（1963年1月3日／東映）
- ハイハイ3人娘（1963年1月29日／宝塚映画）
- 太平洋ひとりぼっち（1963年10月27日／日活） - 男A
- 社長紳士録（1964年1月3日／東宝）
- こんにちは赤ちゃん（1964年3月20日／東宝） - 田部賢吉
- くたばれ!社用族（1964年4月4日／東京映画）
- 素敵な今晩わ（1965年7月24日／松竹） - 伯父さん
- 大工太平記（1965年10月9日／東京映画）
- ほんだら剣法（1965年12月11日／大映）
- ほんだら捕物帖（1966年4月9日／大映）
- てなもんや東海道（1966年8月14日／東宝） - 清水の次郎長
- てなもんや幽霊道中（1967年9月2日／東宝） - 修念
- 温泉ゲリラ 大笑撃（1968年2月14日／松竹）
- 河内フーテン族（1968年5月25日／東宝）
- 空想天国（1968年8月14日／東宝） - 刑事A
- 奇々怪々 俺は誰だ?!（1969年9月27日／東宝）
- ミヨちゃんのためなら全員集合!!（1969年12月31日／松竹）
- 家族（1970年10月24日／松竹） - 喜劇俳優
- ひらヒラ社員夕日くん ガールハントの巻（1970年11月22日／東宝）
- 祭りだお化けだ全員集合!!（1972年8月5日／松竹）
- ムツゴロウの結婚記（1974年4月27日／松竹）
- 青葉繁れる（1974年9月21日／東宝） - チョロ松校長
- 仁義の墓場（1975年2月15日／東映） - 河田修造
- 襟裳岬（1975年4月1日／日活）
- 祭りの準備（1975年11月8日／日本アート・シアター・ギルド） - 沖清馬
- 星と嵐（1976年10月23日／東京映画）
- 北陸代理戦争（1977年2月26日／東映） - 万谷喜一
- 日本人のへそ（1977年3月15日／日本アート・シアター・ギルド） - クリーニング屋
- 人間の証明（1977年10月8日／角川春樹事務所） - 横渡刑事
- 俺は田舎のプレスリー（1978年8月12日／松竹） - 大山吉蔵
- 野性の証明（1978年10月7日／角川春樹事務所） - 村長警部
- 水戸黄門（1978年12月23日／東映） - 六兵ヱ
- 俺は上野のプレスリー（1978年12月27日／松竹） - 大家金兵衛
- 闇の狩人（1979年6月17日／松竹） - 半場の助五郎
- 本日ただいま誕生（1979年6月23日／新世映画新社）
- 東京大空襲 ガラスのうさぎ （1979年、共同映画） - 中島医師
- 港町紳士録（1979年8月4日／松竹）
- 遙かなる山の呼び声（1980年3月15日／松竹） - 虻田太郎
- ねらわれた学園（1981年7月11日／角川春樹事務所） - 関熊吉
- 地平線（1984年2月11日／松竹）
- パンツの穴（1984年3月17日／ジョイパックフィルム）
- 刑事物語3 潮騒の詩（1984年7月7日／東宝）
- コータローまかりとおる!（1984年8月4日／東映）
- 櫂（1985年1月15日／東映）
- ドン松五郎の生活（1986年3月21日／東宝） - 岡崎満男
- キネマの天地（1986年8月2日／松竹） - 安五郎
- 旅路 村でいちばんの首吊りの木（1986年11月1日／東宝） - 谷山
- 山田村ワルツ（1988年2月11日／松竹） - 神田亘
- 春来る鬼（1989年4月15日／松竹）
- ドンマイ（1990年3月3日／テレビ東京）
- もうひとつの原宿物語（1990年10月27日／ハローマイク）
- 鉄拳（1990年11月23日／荒戸源次郎事務所）
- 勝利者たち（1992年10月10日／円谷プロ） - 神尾与吉

### テレビドラマ

#### 主演作品
- おれの番だ!（1964 - 1967年／TBS）
- ドカンと一発!（1968 - 1969年／TBS） - 花山
- 男一番!タメゴロー（1970年／NET） - 若林為五郎
- さらば空中戦艦・富嶽～幻のアメリカ本土空襲　　(1979年12月8日／日本テレビ)　‐ 中島知久平
- ノーサイド - 91歳の青春・北島忠治監督物語（1992年1月9日／日本テレビ） - 北島忠治

#### その他
- 若い季節（1961 - 1964年／NHK総合）
- 男嫌い（1963年／日本テレビ）
- 坊つちやん（1965年／NHK総合） - 山嵐
- こんにちは結婚（1967年／日本テレビ）
- 水戸黄門（1969年 - ／TBS＝C.A.L）
  - 第1部 第5話「血槍の弥平 -江尻宿-」（1969年9月1日） - 弥平
  - 第6部 第25話「暴れん坊の恋 -甲府-」（1975年9月15日） - ムチャクチャの熊
  - 第9部 第19話「仇討ち笹りんどう -中津川-」（1978年12月11日） - 源八
  - 第14部 第11話「津軽馬鹿塗り駄目親父 -弘前-」（1984年1月9日） - 清兵衛
  - 第17部 第13話「仇討ち阿波人形 -徳島-」（1987年11月23日） - 勘助
  - 第19部 第27話「邪念払った鬼瓦 -深谷-」（1990年4月2日） - 宅次
  - 第22部 第5話「陰謀渦巻く大井川 -島田-」（1993年6月14日） - 辰平
- 天下御免（1971 - 1972年／NHK総合） - 平賀茂左衛門
- 清水次郎長（1971年／フジテレビ） - 江戸ッ子
- 大いなる旅路（1972年／日本テレビ）
- 家光が行く（1972年／日本テレビ） - 大久保彦左衛門
- 太陽にほえろ!（1972 - 1974年、日本テレビ） - 内田宗吉
  - 第1話「マカロニ刑事登場!」（1972年）
  - 第3話「あの命を守れ!」（1972年）
  - 第4話「プールサイドに黒いバラ」（1972年）
  - 第5話「48時間の青春」（1972年）
  - 第10話「ハマッ子刑事の心意気」（1972年）
  - 第13話「殺したいあいつ」（1972年）
  - 第24話「ジュンのお手柄」（1972年）
  - 第38話「オシンコ刑事誕生」（1973年）
  - 第48話「影への挑戦」（1973年）
  - 第52話「13日金曜日マカロニ死す」（1973年）
  - 第111話「ジーパン・シンコその愛と死」（1974年）
- 新書太閤記（1973年／NET） - 蜂須賀小六
- 赤ひげ 第28話「種痘」（1973年／NHK総合） - 文七
- アイフル大作戦 第8話「泣くな赤ちゃん!新婚珍道中」（1973年／TBS）
- 若さま侍捕物手帖 第14話「嘘つき長屋」（1973年／関西テレビ） - 鬼源
- 水滸伝（1973 - 1974年／日本テレビ） - 武松
- 走れ!ケー100（1973 - 1974年／TBS） - 隆の父
- 銭形平次 第386話「夏の終り」（1973年、フジテレビ / 東映） - 源兵ヱ
- おんな家族（1974年／TBS）
- ふりむくな鶴吉（1974 - 1975年／NHK総合） - なら八
- 明日がござる（1975年／TBS）
- 鬼平犯科帳（丹波哲郎版）（1975年／NET・東宝）- 高木軍兵衛
  - 第1話「用心棒」（1975年）
  - 第15話「二人女房」（1975年）
- 銀河テレビ小説（NHK総合）
  - 霧の中の少女（1976年） - 半造
- ベルサイユのトラック姐ちゃん 第2話「ベルトラ姐ちゃん大暴れ!」（1976年／NET）
- 夜明けの刑事 第69話「殺したいほど憎いやつ!!」（1976年／TBS） - 熊谷大吉
- 江戸特捜指令 第1話「忽然!荒野に大名屋敷が」（1976年／毎日放送）
- 遠山の金さん 杉良太郎版 第１シリーズ 第62話「八万石の闇を撃て‼」（1976年、NET/東映）- 荒垣重兵衛
- Gメン'75 第85話「'77元旦デカ部屋ぶっ飛ぶ!」（1977年／TBS） - 茂木部長刑事
- 横溝正史シリーズ・犬神家の一族（1977年／毎日放送） - 橘署長
- 森村誠一シリーズ・青春の証明（1977年／毎日放送）
- 大岡越前 第5部 第5話「襲われた目撃者」（1978年3月6日／TBS） - 源蔵
- 江戸の渦潮 第8話「男涙の十手の誓い」（1978年／フジテレビ）
- 西遊記 第3話「三兄弟・天竺への誓い」（1978年／日本テレビ） - 烏巣禅師
- 幾山河は越えたれど 古賀政男・昭和のこころ（1979年／NHK総合）
- 女が職場を去る日（1979年11月10日／フジテレビ）
- 探偵物語 第18話「犯罪大通り」（1980年／日本テレビ） - 篠田権三郎
- 詐欺師（1980年／NHK総合）
- ピーマン白書（1980年／フジテレビ） - 尾崎光
- 桃太郎侍 第222話「出世、ご免蒙ります」（1981年、日本テレビ / 東映） - 神谷源蔵
- 俺はおまわり君（1981年／日本テレビ） - 伊集院辰
- ただいま放課後 第3シリーズ（1981年／フジテレビ）
- 土曜ワイド劇場（テレビ朝日）
  - 北海道殺人旅行・わたしの婚約日記（1981年）
  - 松本清張の殺人行おくのほそ道（1983年）
  - 片道切符の花嫁（1989年6月24日） - 為永壮一
- 松本清張の黒革の手帖（1982年／テレビ朝日） - 橋田常雄
- 吉宗評判記 暴れん坊将軍 第202話「ずっこけ勘八功名噺」（1982年／テレビ朝日） - 安斉勘八
- 終りに見た街（1982年／テレビ朝日）
- 月曜ワイド劇場・家族ゲーム（1982年、1984年／テレビ朝日）
- 季節が変わる日（1982年11月4日、日本テレビ） - 大田隆蔵
- 古谷一行の金田一耕助シリーズ（1983 - 1993年／TBS） - 日和警部 / 等々力警部
- 火曜サスペンス劇場（日本テレビ）
  - 木に登る犬（1983年／日本テレビ・三船プロ）- 五島刑事
  - 追い詰められた女（1988年）
- 望郷・美しき妻の別れ（1983年、フジテレビ） - 伊神基成
- 若き血に燃ゆる〜福沢諭吉と明治の群像（1984年1月2日／テレビ東京） - 新門辰五郎
- 鬼龍院花子の生涯（1984年／毎日放送）
- ただいま絶好調! 第11話「真昼の決斗」（1985年／テレビ朝日）
- 特捜最前線 第424話「渓谷に消えた女秘書!」（1985年／テレビ朝日） - 山下春雄
- 私鉄沿線97分署 第48話「暗闇でドッキリフォーカス!!」（1985年／テレビ朝日） - 川上
- 木曜ドラマストリート・桃尻娘（1986年／フジテレビ）
- 誇りの報酬 第45話「暴走! 芹沢刑事」（1986年／日本テレビ）
- やったぜベイビー!（1986年／日本テレビ） - 坂田源三
- 若大将天下ご免! 第6話「血染めの罠の二十両!」（1987年／テレビ朝日） - 為吉
- 月曜・女のサスペンス・夏樹静子トラベルサスペンス「すれ違った女」（1988年／テレビ東京）
- 函館のおんな（1990年1月9日／テレビ朝日）
- マザコン刑事の事件簿（1990年／テレビ東京）
- 連続テレビ小説 凛凛と（1990年／NHK総合） - 伝右衛門
- 外科医有森冴子 第3話「花嫁の乳房」（1990年／日本テレビ）
- 月曜ドラマスペシャル・代議士秘書の犯罪（1990年／TBS） - 拝島後援会長
- 裸の大将放浪記 第47話「清の放浪旅芝居」（1991年／関西テレビ）
- 忠臣蔵 風の巻・雲の巻（1991年／フジテレビ） - 平兵衛
- 徳川無頼帳（1992年／テレビ東京） - 京屋庄左衛門
- 新幹線物語'93夏（1993年／TBS） - 高山考作
- 野菊の墓（1993年／テレビ東京）

### テレビアニメ
- キャプテン（1980年4月2日・8月20日／日本テレビ） - 谷口タカオの父親
- カバ園長の動物園日記（1981年、フジテレビ） - 西山登志雄（カバ園長）

### 吹き替え
- 頑固じいさん孫3人（1987 - 1989年／NHK総合）
- ジャッカルの日（クロード・ルベル警視〈マイケル・ロンズデール〉）※日本テレビ版（思い出の復刻版ブルーレイに収録）

### ラジオ
- ハナ肇の女がなんだ（1968年／文化放送）

### バラエティ
- 光子の窓（1958 - 1960年／日本テレビ）
- おとなの漫画（1959 - 1964年／フジテレビ）
- シャボン玉ホリデー（1961 - 1972年／日本テレビ）
- 平凡 歌のバースデーショー（1961年 - 1966年／フジテレビ）
- NHK紅白歌合戦（1962 - 1970、1975年／NHK総合・ラジオ第1）
- 新春かくし芸大会（1964 - 1993年／フジテレビ）
- 植木等ショー（1967 - 1968年／TBS）
- 巨泉・前武ゲバゲバ90分!（1969 - 1972年／日本テレビ）
- 8時だョ!出発進行（1971年／TBS）
- クレージーの奥さ〜ん!（1973 - 1976年／フジテレビ）
- ビッグショー「クレージーキャッツ われらの演奏会」（1977年3月13日／NHK総合）
- スター芸能大合戦（1977年／毎日放送）
- うそつきクイズ（1979 - 1980年／日本テレビ）
- 爆笑!!ドットスタジオ（1982年 - 1983年／テレビ朝日）
- ひょうきん予備校（1986 - 1987年／フジテレビ）
- 笑っていいとも!（1985年9月4日・1989年5月1日・1990年7月24日・1992年8月11日／フジテレビ）テレフォンショッキングゲスト。

### CM
- 牛乳石鹸共進社（シャボン玉ホリデーの生CM）
- エーザイ ユベロン
- 中外製薬 新グロモント（現在はライオンから発売）[5]
- 十條キンバリー 大人用おむつ「フリーダム」（現在は日本製紙クレシア）
- 大関 玄米酒 日々一献
- JR東海
- ファーストキッチン
- 中小企業事業団　小規模企業共済制度

### ドキュメンタリー
- NHK特集「さらば日劇〜青春の街角の半世紀〜」（1981年3月20日、NHK）- ナレーション[6]

## 演じた俳優
- 渡辺正行 - 『シャボン玉が消えた日』（1989年、日本テレビ）
- 阿南健治 - 『ザ・ヒットパレード〜芸能界を変えた男・渡辺晋物語〜』（2006年、フジテレビ）
- 杉山裕之 - 『トットてれび』（2016年、NHK総合）
- 山内圭哉 - 『植木等とのぼせもん』（2017年、NHK総合）

## エピソード
朝日新聞出版「朝日新聞の用語の手引 新版」（2015年3月刊行）には「肇」の字解き（文字を言葉で説明すること）の例として「肇国のチョウ」とともに「ハナ肇のハジメ」が掲載されている。